# Supercopa de la Liga MX 2022
La Supercopa de la Liga MX 2022, conocida como Supercopa de la Liga 2022, o simplemente Supercopa 2022, fue la I edición de la Supercopa de la Liga MX que enfrentó al ganador del Campeón de Campeones de la temporada 2021-22 con el vencedor de la edición anterior de dicho título. Este torneo especial se juega solamente cuando un equipo logre ser campeón de ambos torneos de la temporada del fútbol mexicano, obteniendo así el título de Campeón de Campeones de esa temporada.

## Historia
Originalmente este partido fue planificado para disputarse como el Campeón de Campeones 2021-22, sin embargo, este título fue adjudicado de forma automática al Atlas Fútbol Club tras ganar los dos torneos que conformaron la temporada del fútbol mexicano, por lo que en un principio se había eliminado la idea original de celebrar un partido en suelo estadounidense.
Aunque ya se había entregado el título original en disputa, la Liga MX debía celebrar un juego en Estados Unidos debido a los compromisos comerciales contraídos por la organización y en continuidad con la política de mantener juegos en ese país para estrechar lazos con el público residente en la Unión Americana, por ello se determinó disputar un partido entre el Atlas y el Club de Fútbol Cruz Azul, ganador del Campeón de Campeones 2020-21, el cual en un principio se pactó como un encuentro de carácter amistoso.
El 9 de junio de 2022 la Liga MX anunció que el partido entre Atlas y Cruz Azul pasaría a tomar el carácter de partido oficial, por lo que el ganador del juego se haría acreedor al título de la Supercopa de la Liga MX. Además, la liga anunció que este título será jugado únicamente cuando existan un ganador automático del título de Campeón de Campeones, en caso contrario, se continuará celebrando el campeonato original como fue establecido.

## Sistema de competición
La Supercopa de la Liga MX solamente se jugará si un club gana ambos torneos de una misma temporada, lo que lo convertirá automáticamente en el Campeón de Campeones. Luego, este equipo jugará la Supercopa de la Liga contra el ganador anterior del mismo título. Si en ambos torneos hay diferentes ganadores, el Campeón de Campeones se jugará de forma habitual, en un solo partido.
El club vencedor de la Supercopa de la Liga MX es aquel que en el partido anote el mayor número de goles. Si al término del tiempo reglamentario el partido está empatado, se procede a lanzar tiros penales, hasta que resulte un vencedor.

## Información de los equipos
| Atlas     |  |  |  | Campeón de Campeones (2021-22) |
| Cruz Azul |  |  |  | Campeón de Campeones (2020-21) |

## Partido
| 26 de junio de 2022 | Atlas                                       | 2:2 (1:1) (3:4 p.)         | Cruz Azul                                       | Dignity Health Sports Park, Carson                                    |                                                                       |
| 18:00 (UTC -7)      | - Aguilera 41' - Quiñones 90+1'             | Reporte                    | - Giménez 45+3' - Romero 63'                    | Asistencia: 22.136 espectadores Árbitro(s): Jorge Antonio Pérez Durán | Asistencia: 22.136 espectadores Árbitro(s): Jorge Antonio Pérez Durán |
|                     |                                             | Tiros desde el punto penal |                                                 |                                                                       |                                                                       |
|                     | - Reyes - Flores - Rocha - Trejo - Quiñones |                            | - Romero - Escobar - Tabó - Rodríguez - Giménez |                                                                       |                                                                       |

| 12         | POR        | Camilo Vargas       |     |
| 5          | DEF        | Anderson Santamaría |     |
| 2          | DEF        | Martín Nervo        |     |
| 29         | DEF        | Emanuel Aguilera    | 78' |
| 26         | MED        | Aldo Rocha          |     |
| 4          | MED        | José Abella         |     |
| 14         | MED        | Luis Reyes          |     |
| 6          | MED        | Edgar Zaldivar      | 71' |
| 15         | MED        | Diego Barbosa       | 62' |
| 7          | DEL        | Ozziel Herrera      |     |
| 33         | DEL        | Julián Quiñones     |     |
| Entrenador | Entrenador | Diego Cocca         |     |

| 33         | POR        | Sebastián Jurado  |     |
| 24         | DEF        | Juan Escobar      |     |
| 4          | DEF        | Julio Domínguez   |     |
| 5          | DEF        | Luis Abram        |     |
| 2          | DEF        | Alejandro Mayorga |     |
| 15         | MED        | Ignacio Rivero    | 46' |
| 6          | MED        | Erik Lira         |     |
| 7          | MED        | Uriel Antuna      | 36' |
| 10         | MED        | Ángel Romero      |     |
| 11         | MED        | Christian Tabó    |     |
| 9          | DEL        | Santiago Giménez  |     |
| Entrenador | Entrenador | Diego Aguirre     |     |

| 10 | MED | Edison Flores  | 62' |
| 18 | MED | Jeremy Márquez | 71' |
| 28 | DEL | Brayan Trejo   | 78' |

| 22 | MED | Rafael Baca      | 36' |
| 19 | MED | Carlos Rodríguez | 46' |

| Anotado | 41'   | Emanuel Aguilera | 1:0 |
| Anotado | 90+1' | Julián Quiñones  | 2:2 |

| Anotado | 45+3' | Santiago Giménez | 1:1 |
| Anotado | 63'   | Ángel Romero     | 1:2 |

|                 |                            |     |                            |                  |
|                 |                            | 0:1 | Acierto de penal           | Ángel Romero     |
| Luis Reyes      | Acierto de penal           | 1:1 |                            |                  |
|                 |                            | 1:1 | Fallo de penal (travesaño) | Juan Escobar     |
| Edison Flores   | Fallo de penal (travesaño) | 1:1 |                            |                  |
|                 |                            | 1:2 | Acierto de penal           | Christian Tabó   |
| Aldo Rocha      | Acierto de penal           | 2:2 |                            |                  |
|                 |                            | 2:3 | Acierto de penal           | Carlos Rodríguez |
| Brayan Trejo    | Acierto de penal           | 3:3 |                            |                  |
|                 |                            | 3:4 | Acierto de penal           | Santiago Giménez |
| Julián Quiñones | Fallo de penal (desviado)  | 3:4 |                            |                  |

| Amonestado | 23'   | Martín Nervo        |
| Amonestado | 28'   | Anderson Santamaría |
| Amonestado | 90+3' | Julián Quiñones     |
| Amonestado | 90+5' | Edison Flores       |

| Amonestado | 44' | Santiago Giménez |
| Amonestado | 55' | Luis Abram       |
| Amonestado | 79' | Juan Escobar     |

| Árbitro             | Jorge Antonio Pérez Durán |
| Árbitros asistentes | Karen Janett Díaz         |
| Árbitros asistentes | Jorge Antonio Sánchez     |
| Cuarto              | Ismael López              |

| 12         | POR        | Camilo Vargas       |     |
| 5          | DEF        | Anderson Santamaría |     |
| 2          | DEF        | Martín Nervo        |     |
| 29         | DEF        | Emanuel Aguilera    | 78' |
| 26         | MED        | Aldo Rocha          |     |
| 4          | MED        | José Abella         |     |
| 14         | MED        | Luis Reyes          |     |
| 6          | MED        | Edgar Zaldivar      | 71' |
| 15         | MED        | Diego Barbosa       | 62' |
| 7          | DEL        | Ozziel Herrera      |     |
| 33         | DEL        | Julián Quiñones     |     |
| Entrenador | Entrenador | Diego Cocca         |     |

| 33         | POR        | Sebastián Jurado  |     |
| 24         | DEF        | Juan Escobar      |     |
| 4          | DEF        | Julio Domínguez   |     |
| 5          | DEF        | Luis Abram        |     |
| 2          | DEF        | Alejandro Mayorga |     |
| 15         | MED        | Ignacio Rivero    | 46' |
| 6          | MED        | Erik Lira         |     |
| 7          | MED        | Uriel Antuna      | 36' |
| 10         | MED        | Ángel Romero      |     |
| 11         | MED        | Christian Tabó    |     |
| 9          | DEL        | Santiago Giménez  |     |
| Entrenador | Entrenador | Diego Aguirre     |     |

| 10 | MED | Edison Flores  | 62' |
| 18 | MED | Jeremy Márquez | 71' |
| 28 | DEL | Brayan Trejo   | 78' |

| 22 | MED | Rafael Baca      | 36' |
| 19 | MED | Carlos Rodríguez | 46' |

| Anotado | 41'   | Emanuel Aguilera | 1:0 |
| Anotado | 90+1' | Julián Quiñones  | 2:2 |

| Anotado | 45+3' | Santiago Giménez | 1:1 |
| Anotado | 63'   | Ángel Romero     | 1:2 |

|                 |                            |     |                            |                  |
|                 |                            | 0:1 | Acierto de penal           | Ángel Romero     |
| Luis Reyes      | Acierto de penal           | 1:1 |                            |                  |
|                 |                            | 1:1 | Fallo de penal (travesaño) | Juan Escobar     |
| Edison Flores   | Fallo de penal (travesaño) | 1:1 |                            |                  |
|                 |                            | 1:2 | Acierto de penal           | Christian Tabó   |
| Aldo Rocha      | Acierto de penal           | 2:2 |                            |                  |
|                 |                            | 2:3 | Acierto de penal           | Carlos Rodríguez |
| Brayan Trejo    | Acierto de penal           | 3:3 |                            |                  |
|                 |                            | 3:4 | Acierto de penal           | Santiago Giménez |
| Julián Quiñones | Fallo de penal (desviado)  | 3:4 |                            |                  |

| Amonestado | 23'   | Martín Nervo        |
| Amonestado | 28'   | Anderson Santamaría |
| Amonestado | 90+3' | Julián Quiñones     |
| Amonestado | 90+5' | Edison Flores       |

| Amonestado | 44' | Santiago Giménez |
| Amonestado | 55' | Luis Abram       |
| Amonestado | 79' | Juan Escobar     |

| Árbitro             | Jorge Antonio Pérez Durán |
| Árbitros asistentes | Karen Janett Díaz         |
| Árbitros asistentes | Jorge Antonio Sánchez     |
| Cuarto              | Ismael López              |

| Campeón de la Supercopa de la Liga 2022 |
| --------------------------------------- |
|                                         |
| Cruz Azul                               |
| 1° Título                               |